# 内側広筋
内側広筋（ないそくこうきん、英語: vastus medialis muscle）は人間の大腿骨を起始とする筋肉で膝関節の伸展を行う。
大腿骨粗線から起こり、膝蓋骨の上縁内側から膝蓋靭帯をへて脛骨粗面に停止する。外側広筋、中間広筋、大腿直筋と一緒に大腿四頭筋を構成している。